# Torre de telegrafia del Coll
La Torre de telegrafia del Coll és una obra de Rupit i Pruit (Osona) inclosa a l'Inventari del Patrimoni Arquitectònic de Catalunya.

## Descripció
Restes d'una torre de telegrafia òptica situada al Puig d'Afra, a 1076 metres d'altitud. La planta és quadrangular, amb uns 5 metres per banda. Es conserven el fonament i les primeres filades de pedra calcària de la paret del cantó nord. Entre la torre i un mur exterior de protecció hi havia un fossat, com era normal en les torres de telegrafia militars.
Des d'aquesta posició hi ha una vista de tota la Vall d'en Bas i es tenia comunicació visual directa amb la torre anterior del pla del Bac (desapareguda) i la posterior de les Preses (Torre de Murrià), a 7,7 kilòmetres.

## Història
Aquesta torre pertanyia a la línia militar de Manresa - Vic - Girona de telegrafia òptica.
La telegrafia òptica és un sistema que es basa en una sèrie de senyals realitzats en un punt alt, com pot ser una torre o un campanar, per un operari i que un altre operari veu des d'un altre punt, comunicat visualment, i el repeteix; d'aquesta manera un missatge es pot transmetre ràpidament des d'un punt a l'altre de la línia. Hi havia diverses maneres de realitzar les senyals, com un alt pal de fusta amb dos travessers als extrems que, accionats per politges, podien canviar de posició; cada posició era una lletra o clau que gràcies a un llibre de claus es podia desxifrar. Els operaris o torrers, disposaven d'unes ulleres de llarga vista que van permetre que la distància entre els diferents punts fos més gran que si no disposessin d'elles.
Mentre que a països com França o Anglaterra ja s'havien construït línies de telegrafia òptica a finals del segle xix, a Espanya no s'inicia la construcció fins al 1844, moment que en alguns països ja s'havia començat a utilitzar la telegrafia elèctrica. La creació d'una línia implicava la instal·lació dels sistemes de comunicació en punts alts ja existents o la construccions de torres en els llocs on la distància era massa gran.
A Catalunya, la primera línia procedia de València i arribava a la Jonquera passant per Barcelona. Durant la Guerra dels Matiners (1846-1849), el marquès del Duero, capità general de Catalunya, va encarregar el desenvolupament d'una important xarxa de telegrafia òptica fixa militar. Es van crear 6 línies, entre elles la de Manresa - Vic - Girona.
Al 1853 es construeix la primera línia de telegrafia elèctrica entre Madrid i Irun, aquest fet marcarà l'inici de l'abandonament de la telegrafia òptica i el desús de les torres construïdes per aquest fi. Al 1857 es produeix el desmantellament i abandonament de les torres de telegrafia civil, i, al 1862, s'oficialitza l'abandonament de les torres militars. D'aquesta manera es posa fi a la curta història de la telegrafia òptica a Catalunya però que va deixar com a testimoni les torres de telègraf.